# Bacanius papulatus
Bacanius papulatus är en skalbaggsart som beskrevs av Cooman 1933. Bacanius papulatus ingår i släktet Bacanius och familjen stumpbaggar. Inga underarter finns listade i Catalogue of Life.